# Ставище (Брусиловский район)
Стави́ще (укр. Ставище) — село в Житомирском районе Житомирской области Украины.
Код КОАТУУ — 1820986001. Население по переписи 2001 года составляет 579 человек. Почтовый индекс — 12610. Телефонный код — 4162. Занимает площадь 2,085 км².

## Адрес местного совета
12610, Житомирская область, Житомирский район, с. Ставище, ул. Садовая, 1, факс 2-67-35, тел. 2-67-26